# ニーナ・マカロワ
ニーナ・ウラディミローヴナ・マカロワ（Nina Vladimirovna Makarova, ロシア語：Нина Владимировна Макарова, 1908年8月12日 - 1976年1月15日）は、ロシアの作曲家。
ニジニ・ノヴゴロド近郊のジュリノ出身。ニコライ・ミャスコフスキーに作曲を師事。1933年に同じくミヤスコフスキーの弟子であったアラム・ハチャトゥリアンと結婚した。作品にはロシアとマリ・エル共和国の民謡が取り入れられている。

## 作品
- 交響曲ニ短調（1938）
- オペラ『ゾーヤ』（1963）